# Schwissel
Schwissel là một đô thị ở huyện Segeberg, bang Schleswig-Holstein Segeberg, ở bang Schleswig-Holstein, Đức. Đô thị Schwissel có diện tích 4,44 km², dân số thời điểm ngày 31 tháng 12 năm 2006 là 224 người.